# Fuentenava de Jábaga
Fuentenava de Jábaga – gmina w Hiszpanii, w prowincji Cuenca, w Kastylii-La Mancha, o powierzchni 133,09 km². W 2011 roku gmina liczyła 581 mieszkańców.